# Nuncia alpha
Nuncia alpha är en spindeldjursart som beskrevs av Forster 1954. Nuncia alpha ingår i släktet Nuncia och familjen Triaenonychidae. Inga underarter finns listade i Catalogue of Life.